# Балтійські німці
Балті́йські ні́мці (нім. Deutsch-Balten, Baltendeutsche) — німецька національна меншина, яка з XII століття проживала на східному узбережжі Балтійського моря, в Лівонії, на території сучасних Естонії та Латвії.
До початку XX століття становили еліту й середній клас лівонського суспільства — лицарство, вище духовенство і міщанство. Здійснили християнізацію краю. Були творцями Лівонського ордену і Курлянського герцогства. Заснували Ригу, Таллінн та більшість лівонських міст. Справили вагомий культурний вплив на автохтонні балтійські народи, зокрема на сучасних естонців і латишів.
Після приєднання лівонських земель до Російської імперії наприкінці XVIII століття стали відігравати провідну роль в російському державно-військовому керівництві. Чисельно скоротилися внаслідок еміграції до Німеччини після Першої світової війни і здобуття незалежності Латвією й Естонією в 1918 році. Практично знищені як балтійська спільнота в результаті німецької поразки у Другій світовій війні в 1945 році. Інша назва — остзе́йські або східноморські німці, від німецької назви Балтійського моря — нім. Ostsee, «Східне море».
В сучасній Німеччині, що має багату історію репатріації етнічних німців з історичних ексклавів, термін «балтійські німці» має такий же вжиток, як і наприклад, «судетські німці» (нім. Sudetendeutsche), «сілезькі німці» (нім. Schlesien-Deutsche), «карпатські німці» (нім. Karpatendeutsche) тощо.

## Історія
Перші німці з'явились у Балтії двома шляхами. Спочатку це були готландські ганзейські купці, які прибули морем і вже 1150 року оселились на місці заснованої 1201 Риги. Другий шлях — сухопутний, яким наприкінці XII століття до Балтії почали прибувати хрестоносці. Метою їхніх походів були завоювання та хрещення місцевих поганських народів. Хрестоносці придушили опір місцевих племен і створили на їхніх землях свою державу: Орден мечоносців.
Ордени хрестоносців були за складом інтернаціональними «братствами» вихідців з дворянських та аристократичних родів, які не мали спадкових земельних володінь. На півночі Європи серед хрестоносців переважав німецький етнічний елемент, тому ці ордени називають «німецькими орденами» хрестоносців. Обидва шляхи, і морський (купці) і сухопутний (хрестоносці), в історіографії середньовіччя вважаються східним напрямком німецької колонізації.
Хрестоносці оселились в історичних областях Курляндія, Лівонія та Естляндія й на острові Езель — нині Сааремаа та склали урядовий соціальний шар на цих територіях. Історична область Естляндія охоплювала північ сучасної Естонії. Лівонія охоплювала південну частину Естонії та північ Латвії, Курляндія — решта територій сучасної Латвії. Хрестоносцям не вдалось захопити Литву і через це там німці не розселялись, утворюючи «пробіл» у «смузі» розселення. Купці й ремісники заснували міські поселення, розташовані, як правило, поблизу гирл річок, на перетині сухопутних і водних торгових шляхів.
Німецькі лицарі надалі складали дворянський і поміщицький (нім. Landadel) шар суспільства, натомість сільське населення, що представляло місцеві племена, значною мірою було кріпаками. У містах, збудованих німецькими й данськими поселенцями, — таких як Ревель (нині Таллінн), Рига й Дерпт тощо — переважали ремісники й купці. Населення балтійських ганзейських німецьких міст складалось із вільних громадян (бюргерів, нім. Bürger), які, як і в інших ганзейських містах, обирали міську Раду (нім. Bürgerschaft) й міського голову — бургомістра (нім. Bürgermeister) та, будучи незалежними від феодалів, мали самоврядування за законами німецького міського, (нім. Stadtrecht) або Любецького (нім. Lübisches Recht) права.
Німецьке населення Балтії почало поступово скорочуватись після завершення Першої світової війни (1914—1918) і надання державності балтійським народам з боку Антанти. Аграрні реформи в Латвії та Естонії означали втрату німцями контролю над значною частиною земельних угідь.
Німецьке населення Балтики різко скоротилось в результаті двох хвиль еміграції до Німеччини: у 1939-40 роках за угодою між Німеччиною та балтійськими країнами, та у 1940-41 роках за угодою СРСР і Німеччини.
В Латвії, станом на середину 2011 року, проживали 4562 німця (0,21 % населення), в Естонії, станом на початок 2009 року — 1905 (0,14 %).

## Чисельність
- 1920: 58 113 особи (в Латвії; 3,64 % населення країни)
- 1925: 70 964 особи (в Латвії; 3,85 % населення країни)
- 1930: 69 855 осіб (в Латвії; 3,68 % населення країни)
- 1935: 62 144 особи (в Латвії; 3,19 % населення країни)
- 1959: 1609 осіб (в Латвії; 0,08 % населення країни)
- 1970: 5413 особи (в Латвії; 0,23 % населення країни)
- 2011: 3042 особи

## Наукові товариства
- Товариство історії і старожитностей Остзейських провінцій Росії (1834—1939, Рига)

## Лицарі
- Курляндське лицарство

## Відомі особи
Категорія:Балтійські німці
- Алексій II (Олексій Михайлович Рідігер), Патріарх Російської православної церкви Московського патріархату
- Ерік Амбургер (нім. Erik Amburger), професор-історик, укладач генеалогічного архіву Балтійських німців (дойчебалтів)
- Амелунг Фрідріх Карлович, шахіст
- Карл Ернст фон Бер, біолог
- Барклай-де-Толлі Михайло Богданович, російський генерал-фельдмаршал, герой війни 1812 року
- Беллінсгаузен Фадей Фадейович, російський адмірал і знаменитий мореплавець
- Бенкендорф Олександр Христофорович, російський воєначальник і шеф Третього відділення
- Бенкендорф Костянтин Христофорович, російський воєначальник і дипломат
- Вернер Бергенгрюн, німецький письменник-прозаїк і поет, уродженець Риги
- Ернст-Йоганн фон Бірон, регент при неповнолітньому імператорі Івані VI Антоновичі
- Петер фон Бірон, син попереднього, останній герцог Курляндії
- Август Йоганн Готфрід Біленштейн, лінгвіст, фольклорист, етнограф і теолог
- Йоганн Крістоф Броце, німецький педагог і етнограф, який працював більшість життя в Латвії
- Едгар де Валь, естонський педагог, автор штучної мови окциденталь
- Петро фон Веймарн, російський хімік
- Геро фон Вільперт, письменник
- Вітте Сергій Юлійович, російський державний діяч, прем'єр-міністр уряду Миколи II
- Вормс Альфонс Ернестович, російський юрист та економіст
- Врангель Петро Миколайович, генерал-лейтенант, один із засновників білого руху на Півдні Росії
- Врангель Фердинанд Петрович, російський мореплавець і полярний дослідник
- Віктор Ген, історик, один із основоположників «степової гіпотези» про походження індоєвропейських народів
- Йоганн Антон Гюльденштедт, природознавець і мандрівник на російській службі.
- Георг Деїо, німецький мистецтвознавець, уродженець Ревеля (Таллінна)
- Гун Карліс Фрідріхович — живописець,
- Каспар Денхофф, польський дворянин і дипломат
- Ессен Іван Миколайович, військовий губернатор Риги на початковому етапі Вітчизняної війни 1812 року
- Ессен Микола Оттович, адмірал, командувач Балтійським флотом
- Йоганн Фрідріх фон Ешшольц, природознавець і мандрівник
- Гейнц Ергарт, німецький актор і музикант, уродженець Риги
- Марі Зеєбах німецька актриса
- Томас Йоганн Зеєбек, німецький фізик
- Герман Карл фон Кейзерлінг, російський державний діяч, другий президент Академії наук і художеств
- Кейзерлінг Олександр Андрійович, один із засновників російської геології
- Готхард Кетлер, останній магістр Лівонського ордена та перший герцог курляндський
- Ліонель Адальберт Багратіон Фелікс Кізерицький, шахіст
- Клаус Карл Карлович, російський хімік, винахідник хімічного елемента рутеній.
- Клевер Юлій Юлійович, художник-пейзажист
- Клодт Петро Карлович, скульптор
- Коцебу Отто Євстафійович, російський мореплавець
- Крузенштерн Іван Федорович, російський адмірал і мореплавець, який очолив першу російську навколосвітню подорож
- Ернст Гідеон Лаудон, австрійський генерал-фельдмаршал
- Генріх Фрідріх Еміль Ленц, знаменитий фізик
- Міллер Євген Карлович, російський генерал, активний учасник білого руху
- Олександр фон Оттінген, лютеранський теолог
- Вільгельм Фрідріх Оствальд, німецький фізико-хімік, лауреат Нобелівської премії з хімії, уродженець Риги
- Остен-Сакен Фабіан Вільгельмович, воєначальник часів Наполеонівських війн, губернатор окупованого Парижа
- Йоганн Рейнгольд Паткуль, лівонський, польсько-саксонський і російський політик
- Олександр Пілар фон Пільхау, художник
- Вальтер фон Плеттенберг, магістр Лівонського ордена
- Ернст Рейсснер, анатом
- Ренненкампф Павло Карлович, російський генерал, учасник російсько-японської та Першої світової війни
- Георг Вільгельм Ріхман, фізик
- Альфред Розенберг, ідеолог нацизму, уродженець Ревеля
- Сіверс Яків Юхимович, російський генерал і державний діяч
- Таубе Максим Максимович (1782—1849) — російський генерал, учасник війн проти Наполеона
- Інге Тіль, хімік
- Толль Едуард Васильович, геолог і арктичний дослідник; загинув, намагаючись відшукати Землю Саннікова
- Якоб фон Ікскуль, біолог і семіотик
- Ульріх Василь Васильович, голова Військової колегії Верховного суду СРСР, один з головних виконавців сталінських репресій, генерал-полковник юстиції
- Унгерн-Штернберг Роман Федорович, учасник Білого руху, правитель Монголії
- Макс Ервін фон Шейбнер-Ріхтер, один із засновників нацистської партії та організаторів нацистського пивного путчу в Мюнхені 1923 року, уродженець Риги
- Штрітер Олександр Федорович, винокур, постачальник Двору Його Імператорської Величності
- Фрідріх Йоганн Едуард Федорович фон Штрітер, чиновник особливих доручень IV класу при управляючому Морським Міністерством
- Гельмерсен Григорій Петрович, російський геолог
- Цандер Фрідрих Артурович, радянський вчений і винахідник, один з піонерів ракетної техніки, уродженець Риги
- Тотлебен Едуард Іванович — російський генерал, автор проекту Лисогірського форту в Києві.
- Міхаель-Йоганн фон дер Борх — белзький воєвода, геолог, письменник.
- Йоганн-Андреас фон дер Борх — великий канцлер коронний.
- Едель Едуард Фрідріхович — російський офіцер, полковник армії УНР.